# HMS York (90)
HMS «Йорк» (90) (англ. HMS York (90) — військовий корабель, головний важкий крейсер типу «Йорк» Королівського військово-морського флоту Великої Британії за часів Другої світової війни.

## Історія створення
HMS «Йорк» був закладений 16 травня 1927 року на верфі компанії Palmers Shipbuilding and Iron Company, Джарроу. 6 червня 1930 року увійшов до складу Королівських ВМС Великої Британії.